# Dům U Dvou slunců
Dům U Dvou slunců (La Casa dels Dos Sols) és una casa adossada número 233/III a Malá Strana de Praga, es troba al costat sud del carrer Nerudova, al número 47, amb un pati i una part posterior que s'estén fins al carrer Janská. La casa està inscrita a la llista estatal de monuments immobiliaris protegits des de 1958, així com tot el centre històric. Jan Neruda va viure a la casa entre 1845 i 1857. A la planta baixa hi ha l'elegant posada U dvou slunciu.

## Història i descripció

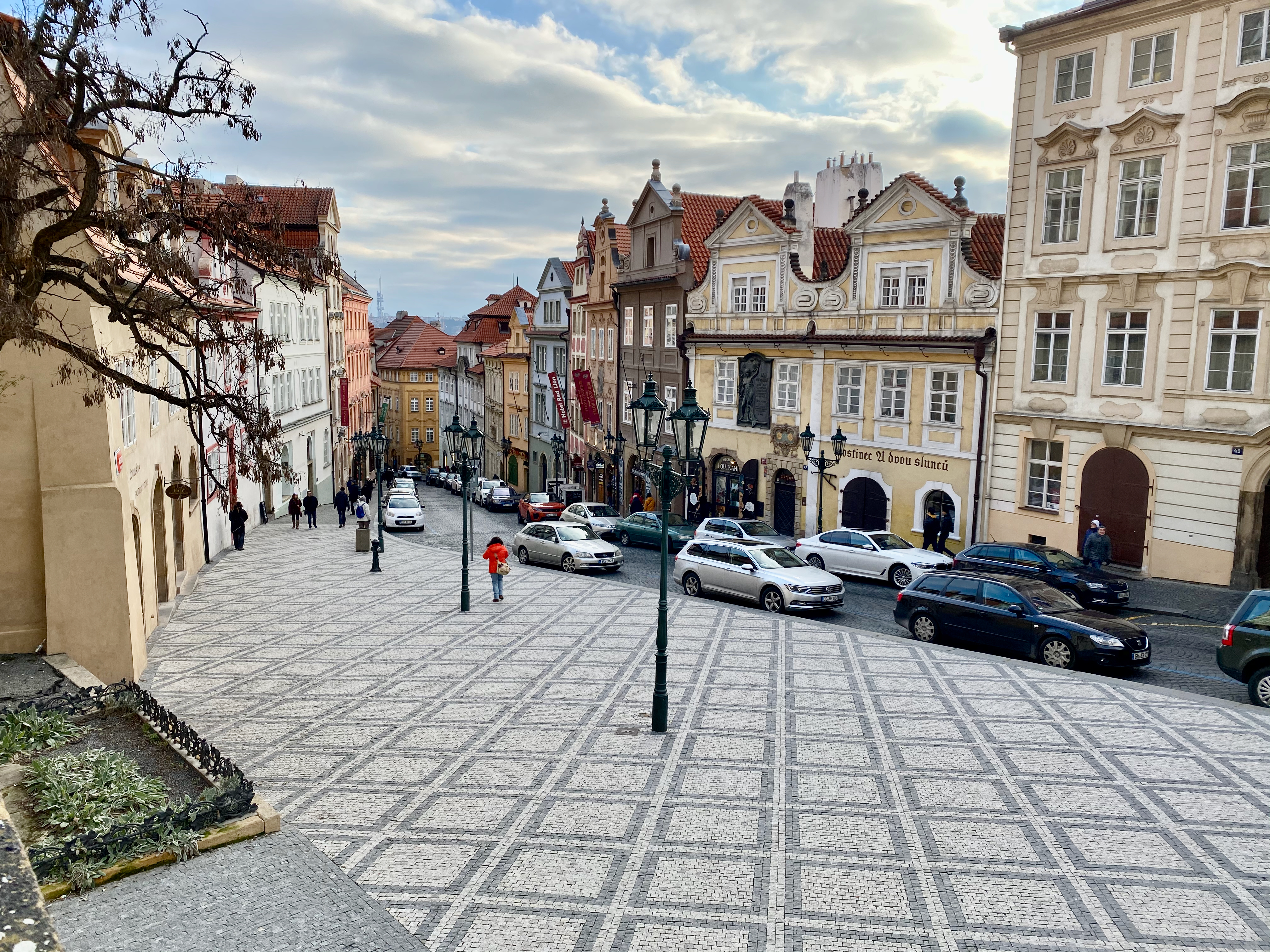
Carrer Nerudova

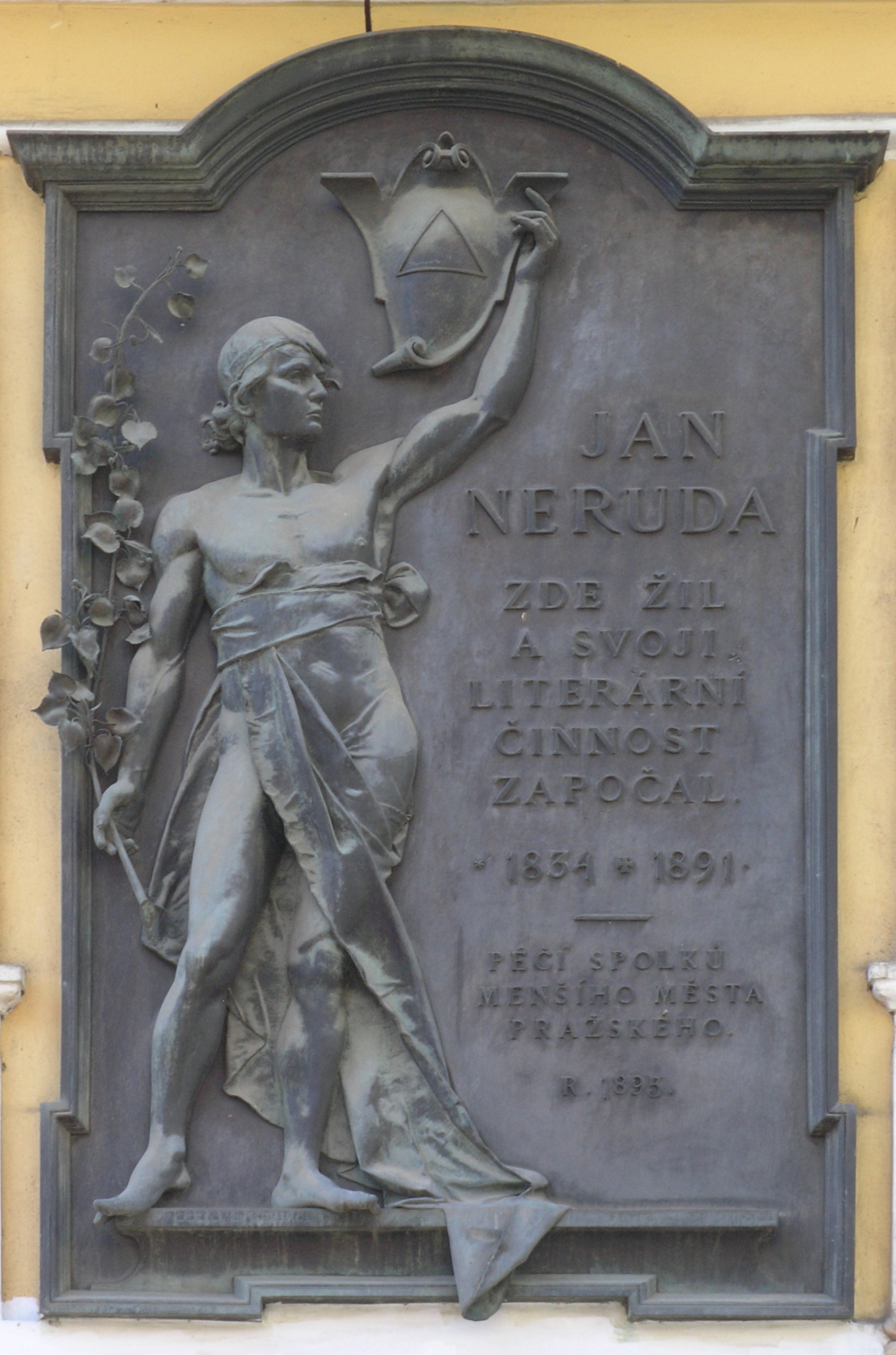
Placa commemorativa, dissenyada per Viktor Oliva i model VR The Underdog (1904)

A l'Edat Mitjana, el lloc d'aquesta casa era un espai obert davant de la Porta de Strahov en la ruta de laCarretera Reial al Castell de Praga. Els fonaments i la maçoneria perimetral de l'edifici renaixentista amb el portal encoixinat de la façana principal pertanyien a una casa de principis del segle XVII, quan es van connectar dues cases separades. El 1614 la casa renaixentista pertanyia a l'esposa del cavaller Bohuslav Hrobčicky el Vell de Hrobčice, que va ser condemnada a confiscar tots els seus béns per haver participat en l'aixecament de la finca de 1621. Després de la Guerra dels Trenta Anys, la casa va ser propietat cap al 1650 del forner Jan Toma, que ja faria servir el rètol de la casa U Dvou sluncő. Entre 1673 i 1690, el preu de l'immoble va augmentar notablement a causa de la reconstrucció de l'edifici renaixentista en una casa barroca amb dos frontons de voluta a la façana. D'aquesta època prové el rètol de la casa de pedra i estuc en forma de cartel·la folrat de branques d'acant, amb dos discos solars amb rostre humà, amb el cristograma IHS i a sobre amb cap d'àngel. La casa era propietat de dues generacions d'orfebres de la cort de la família Diesbach i Leopold Lichtenschopf. A mitjans del segle XIX es va fer una ampliació de la secció del pati de la casa fins al carrer Janská al lloc del jardí de la terrassa.

## Estades de la família Neruda
- En aquesta casa vivia el poeta, novel·lista i periodista Jan Neruda juntament amb el seu pare Antonín Neruda i la mare Barbora.[3] A la planta baixa, la família vivia en una petita habitació amb una finestra al pati. Es va instal·lar a la façana del primer pis de la casa i es va inaugurar cerimonialment el 29 de setembre de 1895.
- una placa commemorativa de bronze amb una figura en relleu del cantant eslau Lumir, sostenint una branca de til·ler i l'escut emblemàtic amb el triangle de la maçoneria, al qual va subscriure Neruda. Text: “JAN NERUDA/va viure aquí i va començar la seva activitat literària. /1834–1891." El relleu va ser modelat per Rupert Smolík de Vincennes i fos per František Houdek, segons el disseny del pintor Viktor Oliva. La placa fa més de 2 metres d'alçada i cobreix tota la finestra de la casa. El principal orador de la cerimònia va ser el poeta Adolf Heyduk, aquesta cerimònia també va canviar el nom del carrer d'Ostruhová a Nerudova.
- Altres cases del carrer Nerudová, connectades amb el poeta: En els anys 1839–1841, la família d'Antonín Neruda vivia a la casa U Oslo v kolebke, Nerudova 244/25 (també Jánský vršek 8), i hi posseïa una fleca, que va inspirar el relat breu Týden v tiché dům . A continuació va ser la casa U Tří černých orlů, Nerudova 225/44, on Neruda es va traslladar després de la mort del seu pare el 1857.[4]